# Première Division 1989/90 (Burkina Faso)
In 1989/90 werd het 28ste seizoen gespeeld van de Première Division, de hoogste voetbalklasse van Burkina Faso. Etoile Filante werd kampioen.

## Eindstand
| Plaats | Club                             | Wed. | W  | G  | V  | Saldo | Ptn. |
| ------ | -------------------------------- | ---- | -- | -- | -- | ----- | ---- |
| 1.     | Étoile Filante Ouagadougou (B)   | 26   | 17 | 4  | 5  | 46:14 | 64   |
| 2.     | AS Faso-Yennenga                 | 26   | 14 | 7  | 5  | 43:15 | 61   |
| 3.     | Rail Club du Kadiogo (P)         | 26   | 13 | 9  | 4  | 40:22 | 61   |
| 4.     | Racing Club de Bobo              | 26   | 13 | 9  | 4  | 32:20 | 61   |
| 5.     | US Cheminots Bobo-Dioulasso      | 26   | 11 | 9  | 6  | 23:19 | 57   |
| 6.     | Stade Yatenga (P)                | 26   | 9  | 8  | 9  | 23:28 | 52   |
| 7.     | US Ouagadougou                   | 26   | 9  | 7  | 10 | 25:22 | 51   |
| 8.     | AS Fonctionnaires                | 26   | 8  | 9  | 9  | 27:25 | 51   |
| 9.     | USM Banfora (P)                  | 26   | 5  | 11 | 10 | 24:38 | 47   |
| 10.    | Jeunesse Club Bobo-Dioulasso (P) | 26   | 8  | 4  | 14 | 20:35 | 46   |
| 11.    | Kiko FC                          | 26   | 7  | 6  | 13 | 16:27 | 46   |
| 12.    | Bouloumpoukou FC                 | 26   | 5  | 10 | 11 | 15:29 | 46   |
| 13.    | Espoirs de Sanmatenga            | 26   | 5  | 8  | 13 | 17:43 | 44   |
| 14.    | Boulgou Tenkodogo (P)            | 26   | 4  | 7  | 15 | 21:42 | 41   |

|     | Kampioen                             |
|     | Degradatie naar de Deuxième Division |
| (B) | Bekerwinnaar                         |
| (P) | Promovendus uit de Deuxième Division |

## Internationale wedstrijden
CAF Champions League 1991
| Team #1      | Uitslag | Team #2                    | 1e wed | 2e wed |
| ------------ | ------- | -------------------------- | ------ | ------ |
| Union Douala | 5-1     | Etoile Filante Ouagadougou | 3-0    | 2-1    |

CAF Beker der Bekerwinnaars 1991
| Team #1          | Uitslag          | Team #2       | 1e wed | 2e wed |
| ---------------- | ---------------- | ------------- | ------ | ------ |
| AS Faso-Yennenga | 1 - 1 (3-2 n.p.) | Asante Kotoko | 1-0    | 0-1    |
| AS Faso-Yennenga | 3 - 2            | AS Marsa      | 3-1    | 0-1    |
| AS Faso-Yennenga | 1 - 1 (u)        | Power Dynamos | 1-1    | 0-0    |

- u = uitdoelpunt